# Relações exteriores da Arábia Saudita
A Arábia Saudita é um estado não-alinhado cujos objetivos de sua política externa são manter a sua segurança e a sua posição primordial na Península Arábica e, como o maior exportador mundial de petróleo, manter relações de cooperação com outros países produtores e também com os maiores consumidores a nível mundial.
A política declarada da Arábia Saudita está focada na cooperação com os países exportadores de petróleo do Golfo Pérsico, para manter a unidade do mundo árabe, com base na união da religião islâmica entre estes povos, além da solidariedade e o apoio à Organização das Nações Unidas. Suas principais preocupações nos últimos anos têm sido as relações com os Estados Unidos, o conflito entre israelenses e palestinos, a crise interna no Iraque, a ameaça crescente da República Islâmica do Irã, e o efeito dos preços do petróleo na economia. Os sauditas têm utilizado a sua riqueza petrolífera para aumentar a influência do Islamismo e, especialmente, a vertente conservadora do Islã apoiada pelos governantes do país, conhecida como Wahabismo. A Arábia Saudita também contribui com grandes quantidades de ajuda ao desenvolvimento de países muçulmanos.
Como membro fundador da Organização dos Países Exportadores de Petróleo, a política de precificação deste produto à longo prazo têm sido a de manter os preços estáveis e moderados - altos o suficiente para gerar grandes quantidades de receita, mas não tão altos para dar incentivo às fontes alternativas de energia entre os importadores de petróleo, ou de comprometer as economias dos países ocidentais, onde muitos de seus ativos financeiros estão localizados e que proporcionam apoio político e militar para o governo saudita. A principal exceção a essa política ocorreu durante a crise do petróleo de 1973, quando a Arábia Saudita, em conjunto com os outros estados árabes petrolíferos, utilizou um embargo sobre o fornecimento de petróleo para pressionar os Estados Unidos a deixar de apoiar Israel.
A Arábia Saudita é um membro fundador de diversas organizações multinacionais, incluindo a OPEP, a Organização das Nações Unidas e a Liga Árabe. Também é um membro fundador do Conselho de Cooperação do Golfo, da Liga Mundial Islâmica, da Organização para a Cooperação Islâmica, e do Banco Islâmico de Desenvolvimento, dos quais suas sedes estão localizadas no país. Esta nação árabe desempenha um papel proeminente no Fundo Monetário Internacional, no Banco Mundial, e em 2005 entrou para a Organização Mundial do Comércio.

## Relações bilaterais

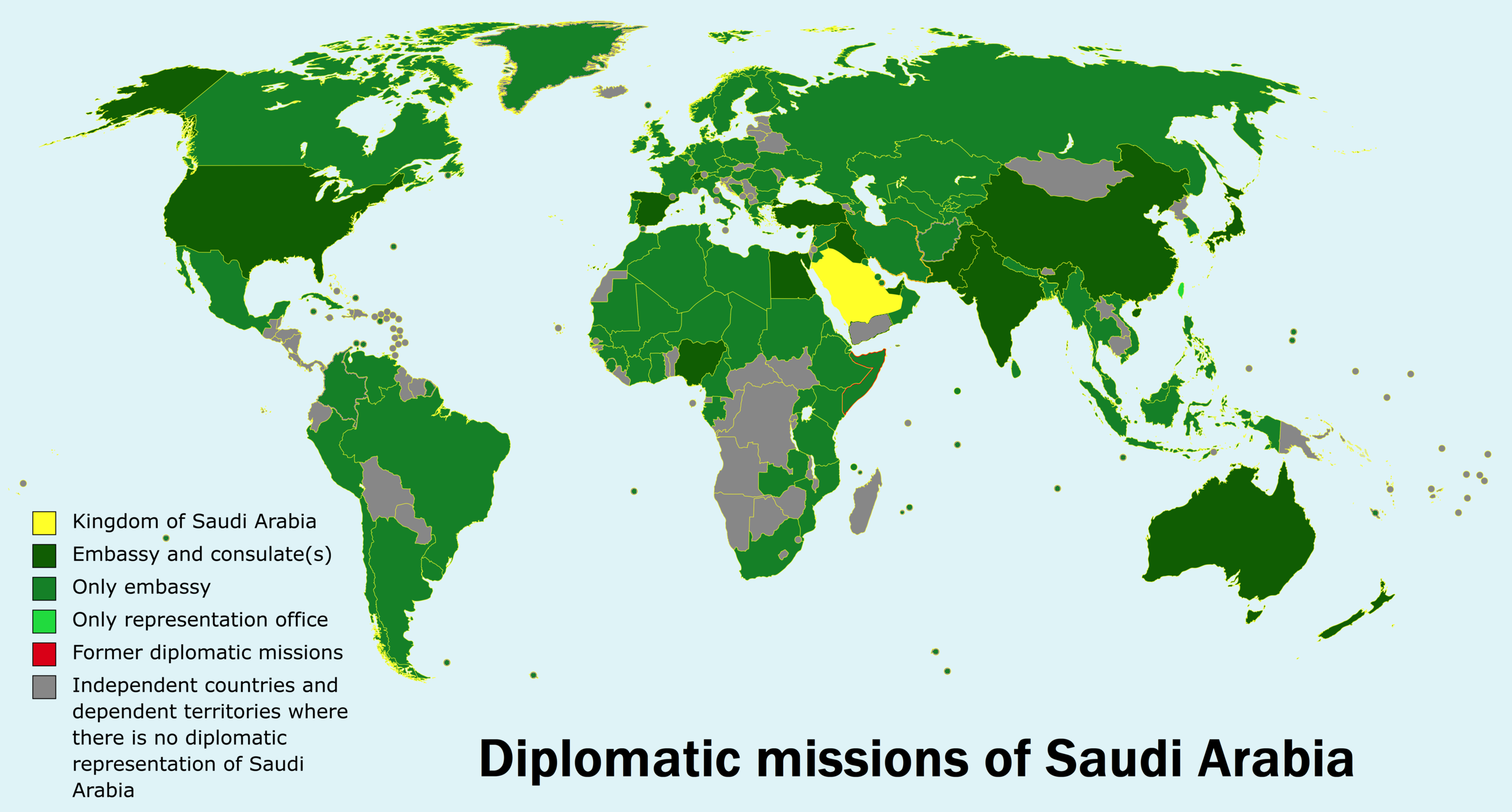
Missões diplomáticas da Arábia Saudita:
Arábia Saudita
Embaixadas e Consulados
Sem missões diplomáticas

### Oriente Médio
O Reino da Arábia Saudita, anfitrião e protetor dos lugares santos de Meca e Medina, se denomina como a casa do islamismo sunita, à qual a maioria dos muçulmanos do mundo pertencem. 
Durante décadas, a Arábia Saudita têm sido descrita como um poder conservador, procurando preservar o status quo no Oriente Médio; defendendo o sistema político das nações soberanas, especialmente as do Golfo Pérsico, e acolhendo a presença dos Estados Unidos na região, além de apoiar abertamente, nas últimas três décadas, uma solução de dois Estados para o conflito israelense-palestino.
Recentemente, com as mudanças políticas impulsionadas pela Primavera Árabe, os sauditas realizaram intervenções militares em dois de seus vizinhos, o Reino do Bahrein e a República do Iémen.  